# Heteroconium citharexyli
Heteroconium citharexyli är en svampart som beskrevs av Petr. 1949. Heteroconium citharexyli ingår i släktet Heteroconium och familjen Antennulariellaceae.   Inga underarter finns listade i Catalogue of Life.